# Thái ấp Argos và Nauplia
Thái ấp Argos và Nauplia tiếng Hy Lạp: Τιμάρια Άργους και Ναυπλίας là một lãnh địa trên bán đảo Peloponnisos, được thành lập sau cuộc Thập tự chinh thứ tư.
Vào cuối thời Trung cổ, hai thành phố Argos (tiếng Hy Lạp: Άργος, tiếng Pháp: Argues) và Nauplia (nay là Nafplio, Ναύπλιο; trong Trung cổ Ἀνάπλι, trong tiếng Pháp Naples de Romanie) đã thành lập một thái ấp bên trong Morea do Frankish cai trị ở nam Hy Lạp.
Sau cuộc chinh phục của họ năm 1211–1212, các thành phố đã được ban cho Otto de la Roche, Công tước Athens, Geoffrey I của Villehardouin, Hoàng tử Achaea. Thái ấp vẫn thuộc sở hữu của de la Roche và các công tước Brienne của Athens ngay cả sau khi cuộc chinh phục Lãnh địa bá tước Athens bởi Catalan Company năm 1311, và dòng họ Brienne tiếp tục được công nhận là các công tước của Athens ở đó. Walter II của Brienne phần lớn là một lãnh chúa vắng mặt, dành phần lớn thời gian trong đời của ông trong các khu vực châu Âu của ông, ngoại trừ một nỗ lực thất bại trong năm 1331 phục hồi Athens từ người Catalonia. Sau khi ông qua đời vào năm 1356, quyền lãnh đạo được thừa kế bởi người con trai thứ sáu của ông, Guy of Enghien. Guy đã cư trú ở Hy Lạp, và trong 1370-1371 Guy và anh em của ông đưa ra một, cũng thất bại, xâm lược của các tên miền Catalan. Khi Guy mất năm 1376, quyền lãnh đạo sau đó được chuyển cho con gái Maria of Enghien và chồng Venetian Pietro Cornaro, người cũng sẽ sống ở đó cho đến khi qua đời năm 1388. Thái ấp đã trở thành một thuốc quốc của Venezia trong thời gian này, và ngay sau khi ông qua đời, Marie đã bán hai thành phố cho Venice, nơi bà đã nghỉ hưu. Trước khi Venice có thể chiếm hữu, Argos bị chiếm giữ bởi Despot Theodore I Palaiologos, trong khi đồng minh của anh ta, Nerio I Acciaioli chiếm giữ Nauplia. Thành phố thứ hai đã nhanh chóng bị bắt bởi Venice, nhưng Argos vẫn ở trong tay Byzantine cho đến năm 1394, khi nó cũng được bàn giao cho Venice.